# Берта по прозвищу Товарный Вагон
«Бе́рта по про́звищу Това́рный Ваго́н» (англ. Boxcar Bertha) — драматический боевик режиссёра Мартина Скорсезе. Снят в США в 1972 году. Первая главная роль Дэвида Кэррадайна. Администрировал процесс съёмок Роджер Корман, известный как продюсер малобюджетного кино (фильмов категории В). Это вольная экранизация художественной книги Бена Рейтмана «Sister of the Road: The Autobiography of Boxcar Bertha».

## Сюжет
Действие фильма происходит на юге США («Арканзас) в 1930-е годы. Великая депрессия» порождает у людей чувство безысходности и провоцирует вспышки насилия. Берта Томпсон (Барбара Херши) и Билл Шелли (Дэвид Кэррадайн) — любовники, терроризирующие налётами железнодорожные составы. Билл, в прошлом участник профсоюзного движения, рассчитывал силовыми акциями повлиять на коррумпированных железнодорожных боссов. Чистые помыслы неизбежно скатываются к банальному разбою. Фильм содержит откровенные и натуралистичные сцены сексуального характера и межрасового насилия.

## В ролях
- Барбара Херши — Берта Томпсон по кличке Boxcar[3]
- Дэвид Кэррадайн — Билл Шелли по кличке Big[4]
- Барри Праймус — Рэйк Браун
- Берни Кейси[англ.] — Вон Мортон
- Гарри Нортап[англ.] — Харви Холл, заместитель шерифа
- Джон Кэррадайн — Букрам Сарторис
- Виктор Арго — МакАйвер №1

## Съёмки
- В период съёмок Херши и Кэррадайн действительно состояли в любовной связи. Интимные сцены не симулированы. 6 октября 1972 года от этого союза родился сын — Том Кэррадайн.
- На предпросмотре фильм был показан, в числе прочих, Джону Кассаветису. После показа тот подошёл к Скорсезе, обнял его и сказал: «Марти, ты потратил год жизни, чтобы снять полное дерьмо!». Он посоветовал Скорсезе снимать по сюжетам, которые ему известны и понятны. Результатом стали «Злые улицы».
- По воспоминаниям Скорсезе, на съёмки фильма ушёл 21 день.

## Критика
На агрегаторе рецензий Rotten Tomatoes рейтинг одобрения составляет 52 % на основе 23 отзывов со средней оценкой 5 из 10. Критический консенсус веб-сайта гласит: «Фильм больше похож на тренировочное упражнение для молодого Мартина Скорсезе, чем на полностью сформированную картину». Роджер Эберт дал фильму три звезды из четырёх и написал: «Развитие фильма от юной любви до доски с объявлением „Особо опасны“ напоминает нам „Бонни и Клайда“. Но это нечто иное, чем ремейк или плагиат. Роджер Корман, самый успешный американский продюсер, отправил съёмочную группу на юг, чтобы получить простой, сексуальный, агрессивный фильм… Получилось нечто большее. Для режиссёра Мартина Скорсезе атмосфера и настроение важнее действия, насилие у него тупое и страшное, а не волнующее и бодрящее… Скорсезе умело обращается с актёрами, с камерой… в пределах, отведённых ему возможностями фильма, он преуспел». Говард Томпсон из New York Times счёл фильм «интересным сюрпризом», похвалив «превосходную» игру Кэррадайна и «красивую» режиссуру Скорсезе, «который действительно проявляет себя здесь».